# Cantonul La Chapelle-sur-Erdre
Cantonul La Chapelle-sur-Erdre este un canton din arondismentul Nantes, departamentul Loire-Atlantique, regiunea Pays de la Loire, Franța.

## Comune
- Grandchamps-des-Fontaines
- La Chapelle-sur-Erdre (reședință)
- Sucé-sur-Erdre
- Treillières